# قاعدة عبد الله المبارك الجوية
قاعدة عبد الله المبارك الجوية (ايكاو:OKBK) (بالإنجليزية: Al Mubarak Air Base)‏ هي قاعدة عسكرية جوية كويتية، وهي جزء من مطار الكويت الدولي، وهي المقر الرئيسي لقيادة سلاح الجو الكويتي.